# Васильев-Борогонский, Сергей Степанович
Сергей Степанович Васильев-Борогонский (12 (25) сентября 1907, ныне Соттинский наслег Усть-Алданского улуса Якутии — 11 мая 1975) — якутский советский поэт, публицист и очеркист. Член Союза писателей СССР, лауреат Якутской республиканской имени П. А. Ойунского.

## Биография
Сергей Степанович Васильев-Борогонский родился 12 (25) сентября 1907 года на территории нынешнего Соттинского наслега Усть-Алданского улуса Якутии в бедной многодетной семье. В 1920 году пошёл в школу. В 1926 году поступил в Якутский педагогический техникум, который окончил в 1930 году. Был активным комсомольским и партийным деятелем. В 1931 году вступил в КПСС. Был председателем исполнительного комитета районных Советов, председателем исполкома Якутского городского совета, ответственным секретарём правления Союза писателей Якутской АССР.
Публиковался с 1929 года, в 1938 году вступил в Союз писателей СССР. Его первые произведения, поэмы «Артель Романа» (1929) и «Стая журавлей» (1935), отражают тему коллективизации и социалистической перестройки якутской деревни. В 1935—1939 годах вышли его сборники стихов «Мегинцы на горе» («Мэнгэлэр хайа урдүгэр») и «На берегах Нюрбы» («Ньурба биэрэгэр»).
В годы Великой Отечественной войны опубликовал поэмы «Клятва» («Андабар», 1941), «Поэма о сабле» (1943), «Слава» (1943), в которых воспевается любовь к Родине и ненависть к фашистским захватчикам.
После войны опубликовал поэмы «Освобождённая вода» (1953), «Младший сын» («Кыра уол», 1960), сборник стихов «Мастера земли» («Сир уустара», 1951), сказку для детей «Советы пернатых» (1956). Основной темой его послевоенных произведений является трудовой энтузиазм якутских трудящихся. Поэма-баллада «Священный Ильмень» была удостоена Якутской республиканской премии имени П. А. Ойунского в области литературы и искусства за 1969 год.
Творчество Васильева-Борогонского близко к фольклору. По утверждению Краткой литературной энциклопедии, для его стихов характерны «публицистическая острота, тяготение к эпическому изображению». Ряд произведений Васильева-Борогонского был переведён на русский язык и другие языки народов СССР.

## Память
Именем Сергея Степановича Васильева-Борогонского названа Соттинская средняя школа Усть-Алданского улуса, парк культуры и отдыха в Нюрбе назван в его честь.

## Награды
- Два ордена «Знак Почёта» (в том числе 28.10.1967)[6][2]
- Якутская республиканская премия имени П. А. Ойунского (1969)[2]